# Bóltfelagið 1971
Bóltfelagið 1971 eller B71, är en färöisk fotbollsklubb från Sandur. Klubben bildades den 1 januari 1970. 

## Meriter
- Inhemska mästare:[1]
  - Vinnare (1): 1989
- 1. deild: 4
  - 1988, 1991, 1998, 2006
- 2. deild: 2
  - 1986, 2017
- Färöiska cupen:[2]
  - Vinnare (1): 1993
  - Finalister (2): 1989, 1994

## Placering tidigare säsonger
| Säsong | Nivå | Liga            | Placering | Webbplats     | Kommentar                |
| ------ | ---- | --------------- | --------- | ------------- | ------------------------ |
| 2010   | 1    | Vodafonedeildin | 8         | [ 3 ]         |                          |
| 2011   | 1    | Vodafonedeildin | 10        | [ 4 ]         | Nedflyttad till 1. deild |
|        |      |                 |           |               |                          |
| 2012   | 2    | 1. deild        | 8         | [ 5 ]         |                          |
| 2013   | 2    | 1. deild        | 10        | [ 6 ]         | Nedflyttad till 2. deild |
| 2014   | 3    | 2. deild        | 2         | [ 7 ]         | Uppflyttad till 1. deild |
| 2015   | 2.   | 1. deild        | 8         | [ 8 ]         |                          |
| 2016   | 2    | 1. deild        | 10        | [ 9 ]         | Nedflyttad till 2. deild |
| 2017   | 3    | 2. deild        | 1         | [ 10 ]        | Uppflyttad till 1. deild |
| 2018   | 2    | 1. deild        | 8         | [ 11 ]        |                          |
| 2019   | 2    | 1. deild        | 7         | [ 12 ] [ 13 ] |                          |
| 2020   | 2    | 1. deild        | 8         | [ 14 ]        |                          |
| 2021   | 2    | 1. deild        | 4         | [ 15 ]        |                          |
| 2022   | 2    | 1. deild        | 4         | [ 16 ]        |                          |
| 2023   | 2    | 1. deild        | 5.        | [ 17 ]        |                          |
| 2024   | 2    | 1. deild        | 4         | [ 18 ]        |                          |

### Fotnoter
1. ↑  http://www.rsssf.com/tablesf/farchamp.html
2. ↑  http://www.rsssf.com/tablesf/farcuphist.html
3. ↑  http://www.rsssf.com/tablesf/far2010.html
4. ↑  http://www.rsssf.com/tablesf/far2011.html
5. ↑  http://www.rsssf.com/tablesf/far2012.html#1d
6. ↑  http://www.rsssf.com/tablesf/far2013.html#1d
7. ↑  http://www.rsssf.com/tablesf/far2014.html#2d
8. ↑  http://www.rsssf.com/tablesf/far2015.html#1d
9. ↑  http://www.rsssf.com/tablesf/far2016.html#1d
10. ↑  http://www.rsssf.com/tablesf/far2017.html#2d
11. ↑  http://www.rsssf.com/tablesf/far2018.html#1d
12. ↑  http://www.rsssf.com/tablesf/far2019.html#1d
13. ↑  2019 Soccerway
14. ↑  http://www.rsssf.com/tablesf/far2020.html
15. ↑  http://www.rsssf.com/tablesf/far2021.html#1d
16. ↑  http://www.rsssf.com/tablesf/far2022.html
17. ↑  http://www.rsssf.com/tablesf/far2023.html#1d
18. ↑  http://www.rsssf.com/tablesf/far2024.html#1d